# Villa Mosconi Bertani
La Villa Mosconi Bertani (conosciuta anche come Villa Novare) è una cantina e villa veneta neoclassica risalente al XVIII secolo famosa per la lunga storia di produzione dell’Amarone Classico della Valpolicella oggi è proprietà di Bianca, Giovanni e Guglielmo Bertani ed è  sede della cantina  Tenuta Santa Maria di Gaetano Bertani.  La Tenuta nasce come estensione di un precedente complesso del secolo XVI ed è composta da una residenza estiva, cantina monumentale, ampio brolo (ventidue ettari) e pertinenze dedicati interamente alla viticoltura. Villa Mosconi Bertani è anche conosciuta per essere stata un importante centro del Romanticismo grazie al poeta e letterato italiano Ippolito Pindemonte nonché come luogo di nascita del vino Amarone. Essa si trova nel comune di Negrar in località Novare, in Valpolicella, nella provincia di Verona. In origine la Villa era sede di produzione dell’Amarone della Cav. G. B. Bertani, dal 2012 è sede di produzione dei vini di riserva di Tenuta Santa Maria della famiglia di Gaetano Bertani. La villa, il parco all'inglese, la cantina e i suoi vigneti sono aperti al pubblico tutti i giorni per tour guidati e in occasione di eventi culturali e privati.

## Ambiente
La villa è situata in uno dei luoghi ancora non contaminati dalle speculazioni edilizie e questa sua cornice naturalistica immersa nelle campagne ne incrementa la già indiscutibile bellezza artistica.
La valle di Novare ha un grande interesse geologico e idrologico per le sette fonti perenni che alimentavano in epoca romana l'acquedotto della città di Verona e i ricchi giacimenti ferrosi sfruttati in antichità.

## Storia
Una delle più interessanti scoperte dell'epoca romana effettuate in Valpolicella  è stata quello di un acquedotto. Il suo ritrovamento risale al 1888, presso Parona, durante gli scavi per la galleria ferroviaria della Verona-Caprino-Garda. Esso portava le acque nei pressi della Villa Mosconi Bertani verso l'acquedotto di Santa Cristina che poi proseguiva verso la città di Verona, entrando da circa dove ora è presente il Ponte Garibaldi..
Fu iniziata dalla famiglia Fattori intorno al 1735 a lato della cantina cinquecentesca preesistente nel luogo di un antico insediamento prima arusnate e poi d'epoca romana. Fu venduta incompiuta ai Mosconi, nel 1769, che completarono la costruzione aggiungendo un magnifico parco romantico di otto ettari in stile inglese oltre ad espanderne l'attività vinicola rendendola una delle maggiori cantine dell'epoca nel Nord Italia.
Durante la proprietà dei Mosconi fu inoltre importante salotto letterario frequentato da esponenti della cultura del tempo, tra cui il poeta e letterato Ippolito Pindemonte.
Nella prima metà del Novecento la villa conobbe anni di abbandono e opere vandaliche che rovinarono il parco e alcune sue stanze. Nel 1953 venne acquistata e ristrutturata dalla famiglia Bertani per farne sede di rappresentanza dell'omonima cantina. Dal 2012 è proprietà della famiglia di Gaetano Bertani che in questa sede continua la tradizione di famiglia nella produzione di vini.

## Architettura
Il complesso è un tipico esempio dell'idea palladiana della Villa Veneta con integrazione nel progetto architettonico sia della parte produttiva e agricola legata al vino che di quella residenziale e padronale, rappresentando al centro della valle una sorta di tempio neoclassico a riferimento di una comunità che contava trentacinque famiglie residenti nella tenuta. È costituito da un edificio principale con due ali basse avanzate, terminanti in due facciate simmetriche. Sopra l'ala orientale si erge il campanile della cappella (consacrata a San Gaetano), mentre da ambo le parti due cancelli danno accesso ai rustici e alle cantine.

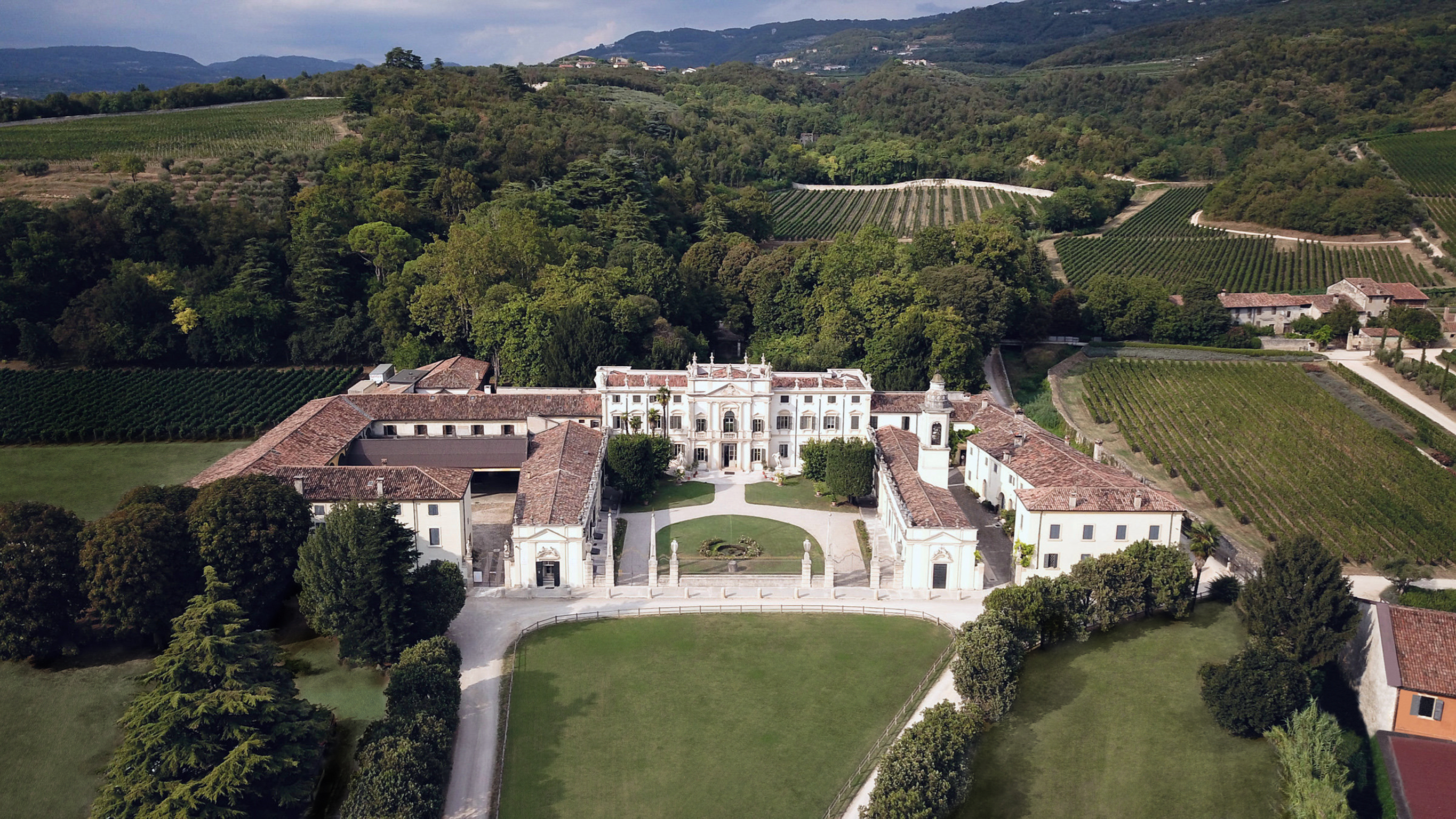
Villa Mosconi Bertani con i vigneti dell'Amarone Classico della Valpolicella

La costruzione di tutto l'impianto, ossia il corpo centrale della villa, la cappella e le cantine, avvenne nella prima metà del Settecento, ad opera dell'architetto veronese Adriano Cristofali su commissione del primo proprietario della tenuta Giacomo Fattori. Egli la fece erigere su un nucleo abitativo preesistente del Cinquecento.
L'intervento della famiglia Fattori iniziato nel 1710, finalizzato a dare alla dimora un tono aristocratico, aveva un chiaro scopo autocelebrativo, dal momento che erano stati insigniti del titolo comitale. Il progetto fu inizialmente affidato all'architetto Lodovico Perini che morì prima dell'inizio dei lavori e fu completato daI Cristofoli che seppe elaborare con maestria il corpo centrale, di chiara matrice classicista e revisionare le due ali perpendicolari. In tal modo creò il giardino antistante, riuscendo anche a celare la vista dei rustici laterali, poco aristocratici, separando la zona dedicata all'ozio da quella più propriamente agricola.
L'edificio padronale è a tre piani e consta di un'intelaiatura architettonica scandita da un doppio ordine: tuscanico al pianterreno e ionico al piano superiore. Nella parte centrale, la facciata principale, si conclude con un timpano che contiene lo stemma aggiunto dai Trezza, sul quale spiccano cinque statue di divinità mitologiche. Le statue del giardino sono attribuite allo scultore Lorenzo Muttoni.

## Affreschi

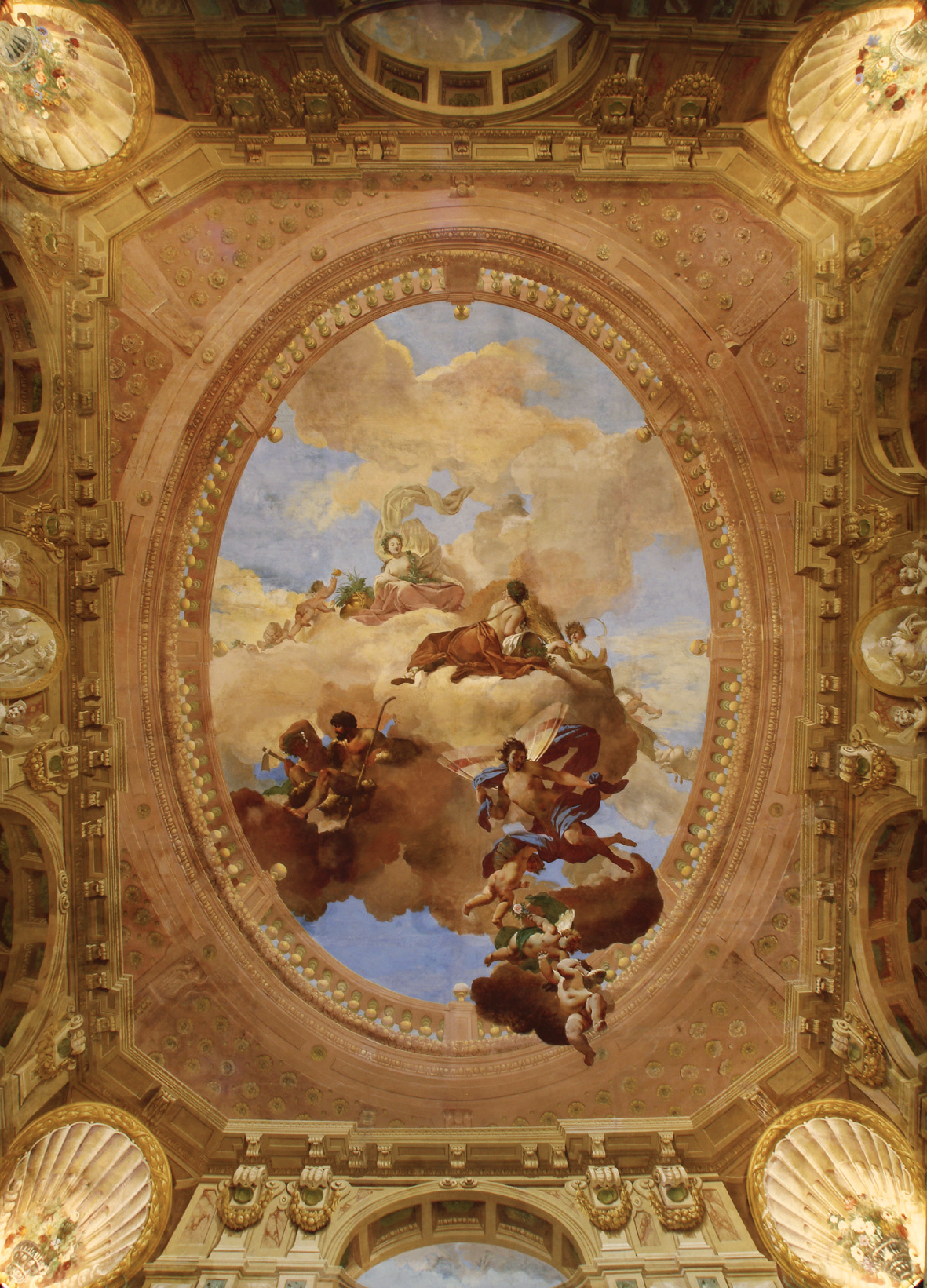
Il soffitto del salone con le allegorie delle quattro stagioni

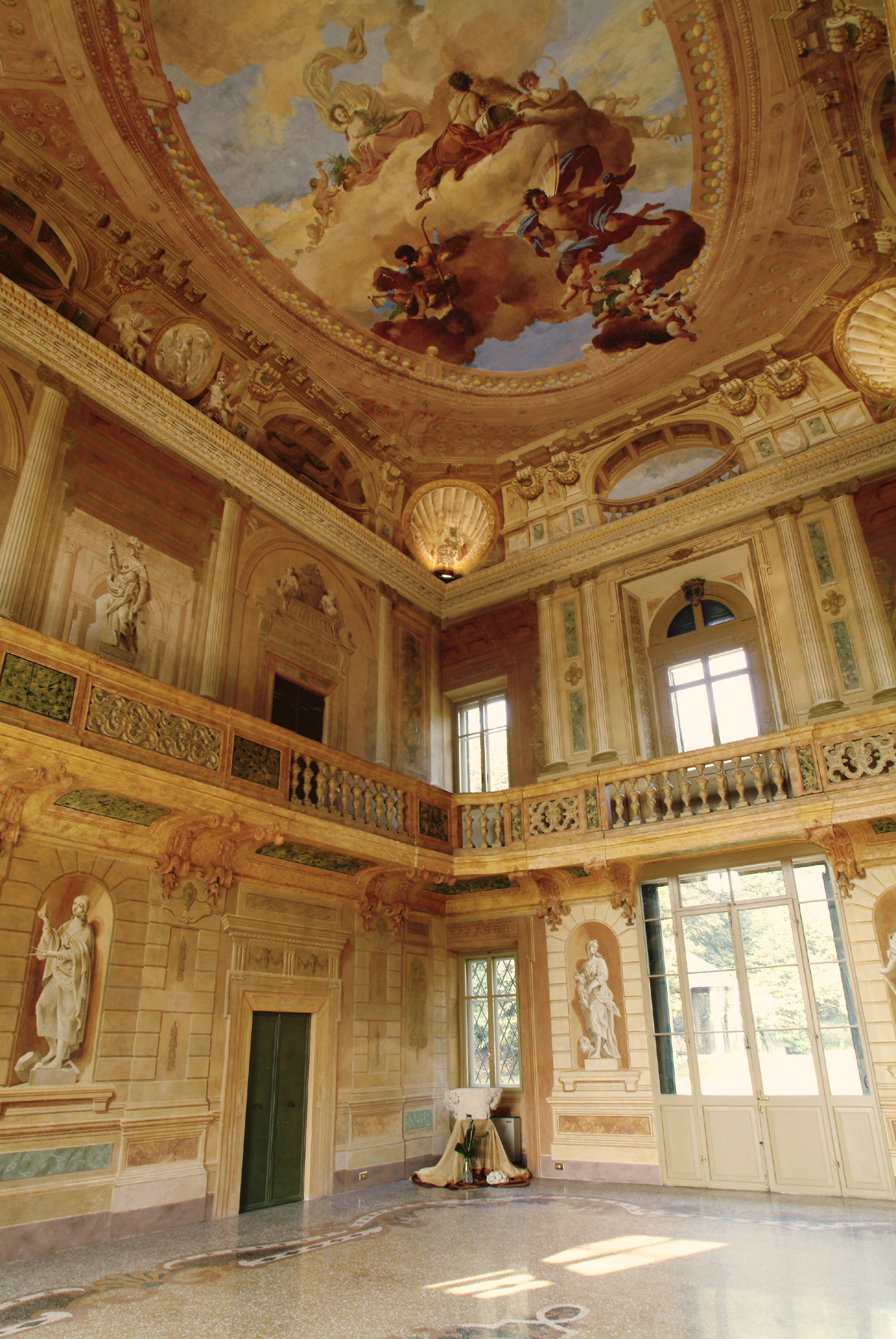
Salone Delle Muse

- Nella parte inferiore domina l'uso del finto bugnato. Nelle nicchie dipinte sono racchiuse le statue monocrome che rappresentano le Muse delle Arti: l'Architettura, la Scultura, la Pittura, la Geometria, l'Astronomia e la Musica;
Il salone delle Muse, splendidamente affrescato, dove si notano i due stemmi dei Mosconi, comprende in altezza i tre piani della villa, divisi dalla balaustra in legno dipinto che li suddivide in due fasce orizzontali sovrapposte:
- Nella parte superiore si trovano architetture fantastiche a trompe l'oeil, che danno una connotazione prospettica all'insieme. I dipinti monocromi laterali rappresentano le statue dell'Abbondanza e della Giustizia, mentre i satiri dipinti sopra le porte richiamano le quattro stagioni.
Le quattro stagioni e quindi lo scorrere del tempo (con un chiaro riferimento al contesto agricolo nel quale ci si trovava e ancora ci si trova) rappresentano il tema principale dell'affresco sul soffitto. Al suo centro, seduta tra fiori variopinti, spicca Flora e alla sua sinistra in basso si hanno la Primavera e l'Estate, dipinte con tonalità calde e brillanti. Sul lato opposto, in evidente contrasto cromatico, in quanto rappresentati tra cupe nubi temporalesche, si trovano l'Autunno e l'Inverno. Tra tutti poi, sta Zefiro, che si libra nell'aria seguito da festosi angioletti, mentre sullo sfondo si scorge Apollo sul suo carro.
Gli autori degli affreschi furono artisti emiliani, attivi a Verona. In particolare, il ciclo decorativo delle due fasce orizzontali è stato attribuito al pittore quadraturista Prospero Pesci, della scuola di Filippo Maccari, mentre l'affresco centrale sul soffitto è stato attribuito a Giuseppe Valliani, detto il Pistoiese.

## Il Parco e Giardini
Alla fine del Settecento anche a Verona cominciarono a diffondersi complessi naturalistici in armonia con la moda del tempo (inizio del Romanticismo), che vedeva prevalere il giardino all'inglese (paesaggistico, romantico, con piante esotiche, viali, luoghi isolati, angoli con finti ruderi archeologici) su quello italiano, prevalentemente verde e regolare. Su quella scia i fratelli Giacomo e Guglielmo Mosconi sistemarono i terreni retrostanti alla villa, dando loro una duplice destinazione, di giardino e di bosco. Costruirono il laghetto, alimentato dalle sorgenti presenti nella proprietà, l'isoletta al centro su cui si ergono alti Taxodium, raggiungibile mediante un ponticello in legno e la casa per il caffè ispirata a simili costruzioni nord europee. Il progetto del parco fu suggerito da Ippolito Pindemonte a cui si devono alcune influenze di origine inglese da lui illustrate nel saggio pubblicato nel 1792 dall'Accademia di Scienze e Agricoltura di Padova intitolato "Dissertazione su i giardini inglesi e sul merito in ciò dell'Italia" "Dissertazione su i giardini inglesi e sul merito in ciò dell'Italia” ,  Ippolito Pindemonte 1817 in cui cita il filosofo, giurista e politico Francesco Bacone:

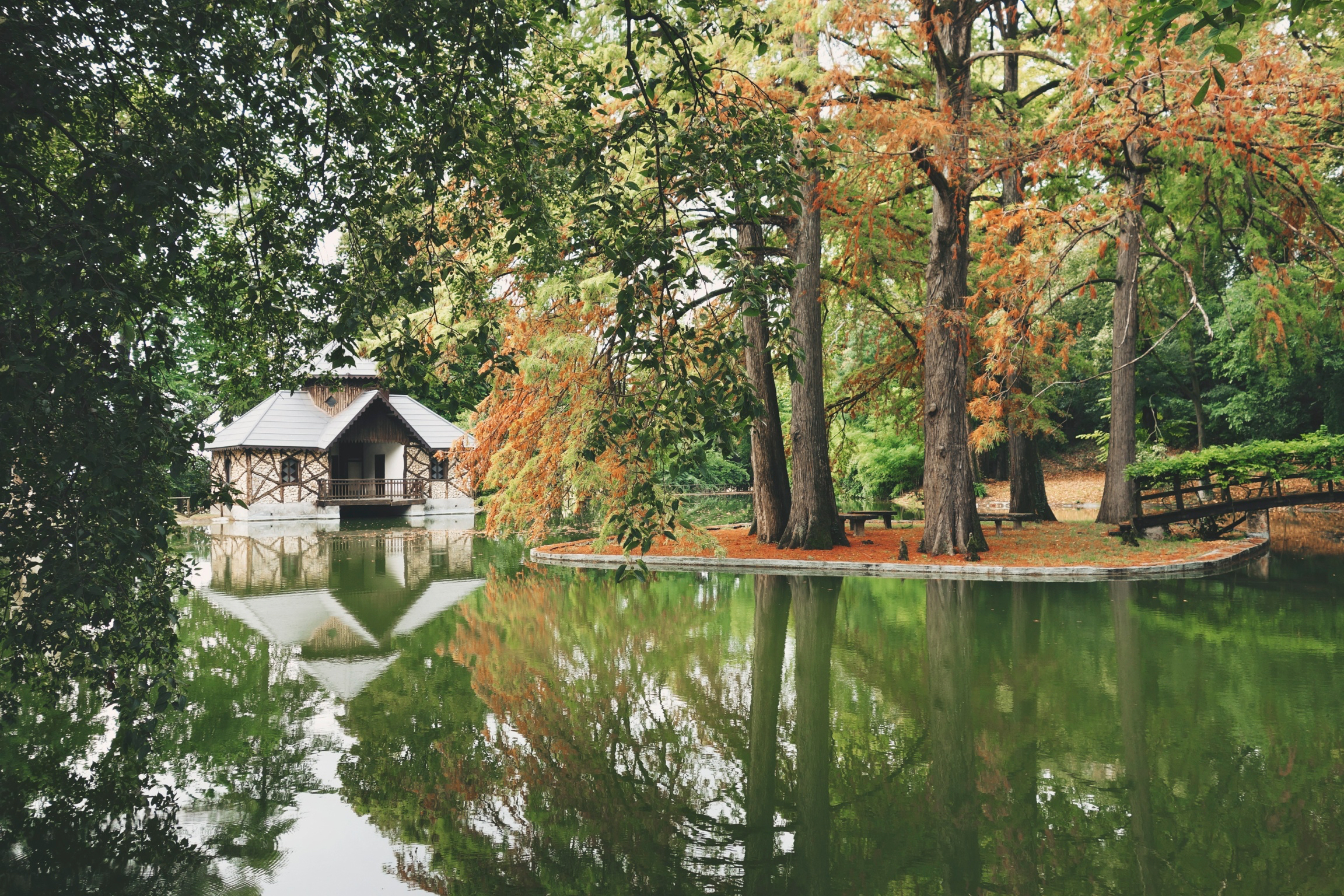
VIlla Mosconi Bertani - Il parco romantico in stile inglese della seconda metà del 1700

"Un giardino, scrive Bacone di Verulamio, è il più puro de' nostri piaceri, e il ristoro maggiore de' nostri spiriti, e senza esso le fabbriche ed i palagi altro non sono, che rozze opere manuali: di fatto si vede sempre, che ove il secolo perviene al ripulimento ed all'eleganza, gli uomini si danno prima a fabbricare sontuosamente, e poi a disegnar giardini garbatamente, come se quest'arte fosse ciò che havvi [p. 220]di più perfetto. Così Bacone[1]. L'Italia, al risorgere delle lettere e delle belle arti, fu la prima a coltivare, come gli altri studj, quello ancora delle amenità villerecce: ma convien confessare, che ora molte nazioni nell'amore ci vincono e nella cura di queste tranquille, ed erudite delizie, e che l'Inghilterra è nelle medesime la maestra delle nazioni tutte. Non è così facile il dare un'idea veramente giusta ed esatta de' giardini Inglesi, perché quest'arte venne perfezionata di [p. 221]fresco, anzi si va tuttora perfezionando, non trovandosi forse giardino, che non abbia qualche difetto grave, il che non toglie, che se ne conoscan bene le regole, stante che sappiamo anche come debba farsi un poema, benché poema perfetto non sia mai stato fatto...."

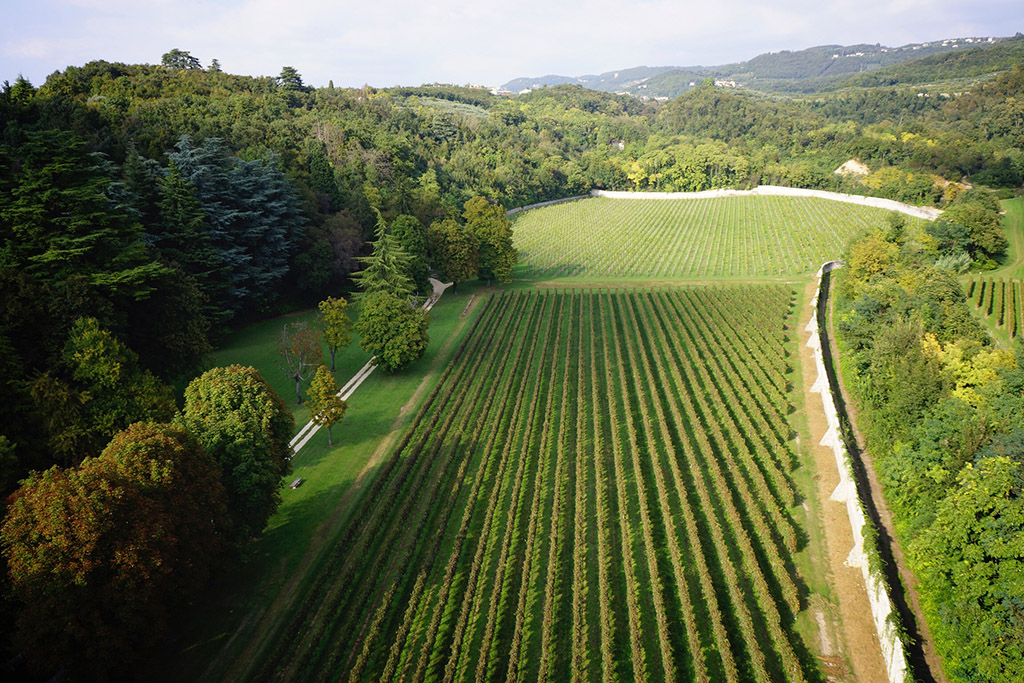
The 1500s twenty-two hectares Clos - Amarone Della Valpolicella vineyards

A parte delle piante sulla isoletta di carattere esotico e qualche cedro del Libano, gli alberi presenti sono quelli più consoni con le tipologie di bosco. Nel 1820 il Persico descrisse un “giardino variato da piante esotiche” che ispirò anche il pittore veronese Angelo Dall'Oca Bianca.
Su una sponda del laghetto si trova il chalet costruito sulla base delle esperienze di viaggio di Ippolito Pindemonte, il quale era rimasto colpito da alcune fonti e praterie viste in Francia, dove era solito trascorrere periodi di vacanza ospite di amici di Jean-Jacques Rousseau di cui, a sua volta, era molto amico. Nel pomeriggio era usata per leggere, magari al ritorno dalle passeggiate, mentre la sera si prestava per i giochi di società, scacchi ad esempio o per momenti allietati dal suono dell'arpa, suonata dalle figlie della contessa.
Nel parco inoltre è presente una ghiacciaia, anch'essa costruita verso la fine del Settecento e usata fino alla prima metà del secolo scorso.
All'interno del giardino sono ancora presenti statue e sedute oltre a una piccola fontana zampillante. L'ampia area cintata da un muro, posta alle spalle della villa, non solo racchiude il giardino ma anche un vasto vigneto tanto da dare al complesso paesaggistico le valenze di un giardino-campagna. Una cancellata ritmata da pilastri a bugnato con cuspidi e vasi decorativi racchiude la corte signorile antistante la villa, delimitando il giardino anteriore. Questo presenta un disegno regolare con ampia aiuola circolare centrale utilizzata oltre che per ornamento, anche per regolare il senso di percorrenza delle carrozze in ingresso e in uscita dalla villa e una piccola vasca circolare.
Per il valore storico e ambientale il parco di Villa Mosconi Bertani è censito tra gli ottanta parchi della lista dei Grandi Giardini Italiani.

## Ippolito Pindemonte, la contessa Elisabetta Contarini Mosconi e Ugo Foscolo

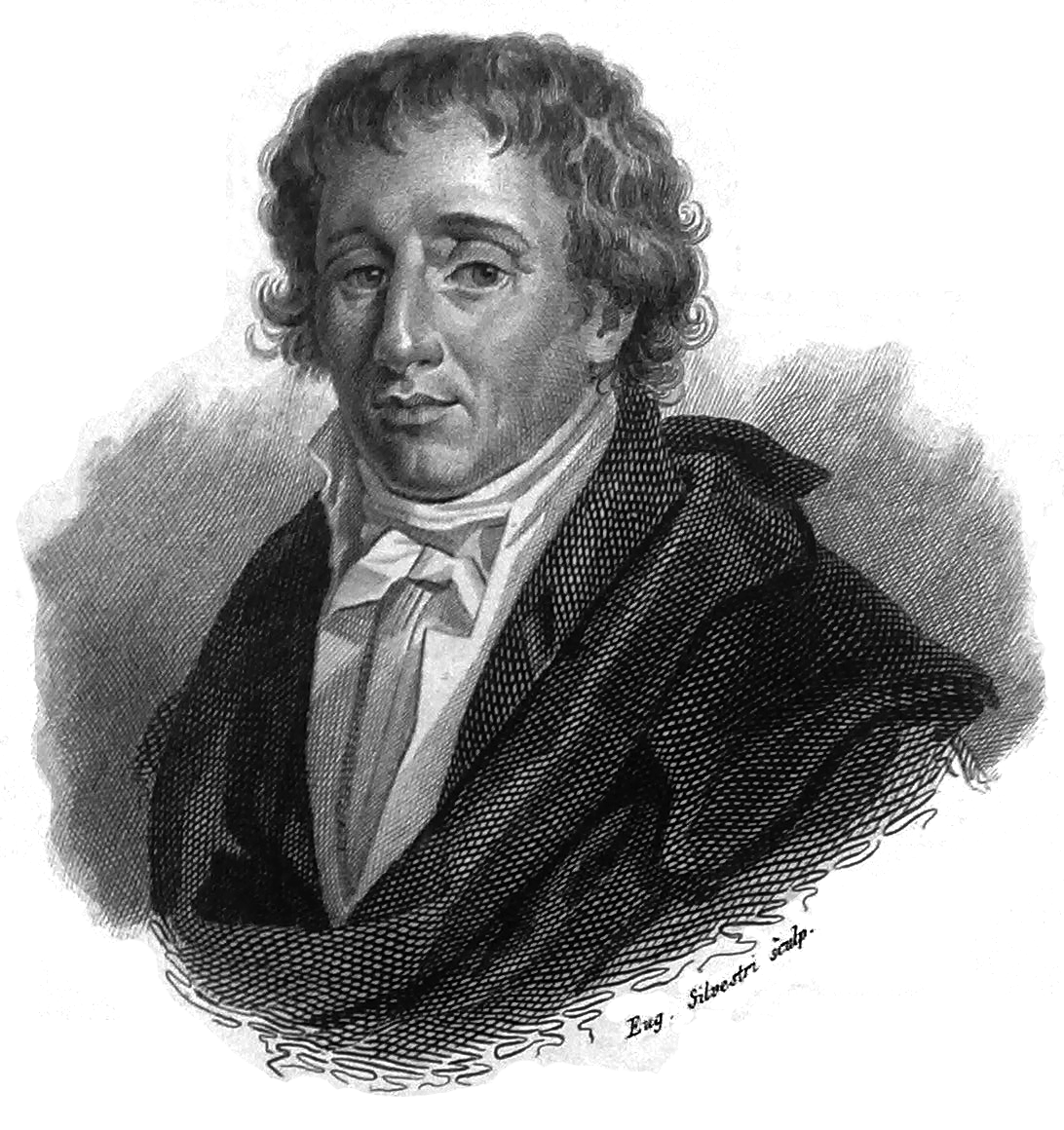
Il drammaturgo e poeta Ippolito Pindemonte

Presso la Villa abitò per dieci anni ospite della contessa Elisabetta Mosconi (nata Contarini) il drammaturgo Ippolito Pindemonte il quale, in una delle sue “Epistole in versi” scritta nel 1800 alla contessa Mosconi così si esprimeva riguardo alla residenza:
“Nell'ameno tuo Novare io vivea / teco, Elisa gentil, giorni felici”.
Luogo ameno di villeggiatura quindi, grazie anche alla presenza del giardino di cui Pindemonte accenna:
“...io vidi l'ombre / del tuo giardin, che mi parean più belle...”
Ma le intime motivazioni che spingevano Pindemonte, dal 1797 al 1807, anno della morte di Elisabetta, a permanere in modo continuativo a Novare, non erano unicamente culturali. E la località negrarese, per l'autore, non costituiva solo un mero, quanto apprezzato, luogo di villeggiatura. Fra Ippolito ed Elisabetta - afferma il Messedaglia - c'era stato del tenero: ed è proprio il poeta a rivelarlo in una missiva del 1800 destinata alla contessa:
E pur settembre

sedea sulla collina, amabil mese,

allor che Febo dall'etereo calle

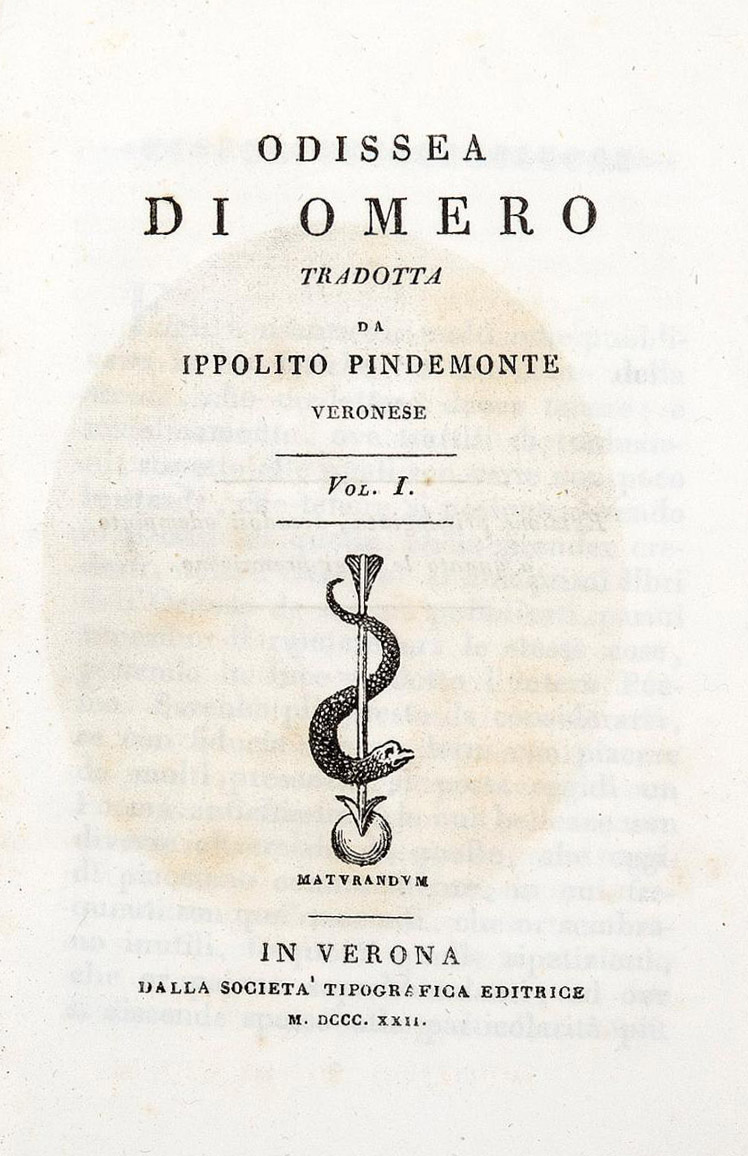
Odissea di Omero - Traduzione di Ippolito Pindemonte

men caldo vibra e più gradito il raggio:

come spogliata di que' rai cocenti,

cui troppo arsi una volta, in questo, Elisa,

vago settembre tuo mi sei più cara.
Si aggiunge la viticoltura e la produzione di vini, annotata, con non celata ammirazione sempre dallo stesso Pindemonte:
...Ma lo sguardo

io con più duolo ancor volsi a que' vasti

nobili tini, che nel sen di quercia

stavan già per accor quelle vendemmie.
Nel periodo di residenza Pindemonte perfezionò anche la sua traduzione dell'Odissea di Omero.
Nel giugno 1806 Ugo Foscolo incontrò molto probabilmente nella villa il Pindemonte e dai colloqui nacque l'idea iniziale del carme Dei sepolcri che, scritto tra l'agosto del 1806 e l'aprile del 1807, fu pubblicato in questo anno a Brescia presso l'editore Niccolò Bettoni. Il Pindemonte rispose scrivendo il suo carme omonimo a quello del Foscolo e l'editore Gamberetti di Verona pubblicò sempre nel 1807 entrambe le “epistole” col titolo: “I Sepolcri - versi di Ugo Foscolo e d'Ippolito Pindemonte”. Una parte della versione del Pindemonte recita:
Prospetti vaghi, inaspettati incontri,

bei sentieri, antri freschi opachi seggi, 

lente acque e mute all'erba e ai fiori in mezzo, 

precipitanti da' alto acque tonanti, 

dirupi di sublime orror dipinti...

## Viticoltura, Brolo e Cantina
La villa è colloca nella valle di Novare caratterizzata da terreni prevalentemente calcarei e in piena zona Classica della Valpolicella, area di produzione del Valpolicella Classico Doc, Valpolicella Classico Ripasso Doc, Amarone Classico Docg e Recioto Della Valpolicella Doc. 
Al XVI Secolo risalgono le prime mappe che raffigurano  Brolo di 22 ettari cintato da un muro di quattro metri di altezza realizzato in modo analogo ai Clos della Borgogna al fine di proteggere i migliori vigneti della valle di Novare dai furti delle uve e danni procurati dagli animali selvatici. All’interno del brolo furono racchiuse le parcelle utilizzate per i vini cru e di riserva della cantina, scelte per le migliori caratteristiche di terreno, particolare microclima e costante qualità delle uve. Questo grande vigneto cintato è probabilmente l'ultimo perfettamente conservato nel veronese risalente al XVI e dalle sue uve viene tuttora prodotto l'Amarone Riserva di Tenuta Santa Maria di Gaetano Bertani...
La grande cantina di Villa Mosconi è una delle più antiche esistenti in continua attività in Italia. La valle fu probabilmente sede di produzione vitivinicola già in epoca romana e le prime testimonianze scritte parlano di una cantina di produzione già X secolo dopo Cristo (anno 900 d.C.).

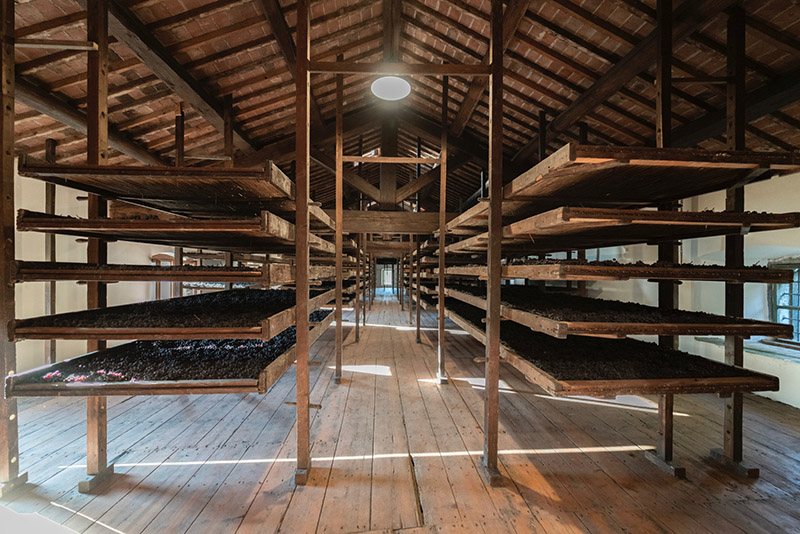
Arelle per l'appassimento delle uve. Foto Tenuta Santa Maria di Gaetano Bertani.

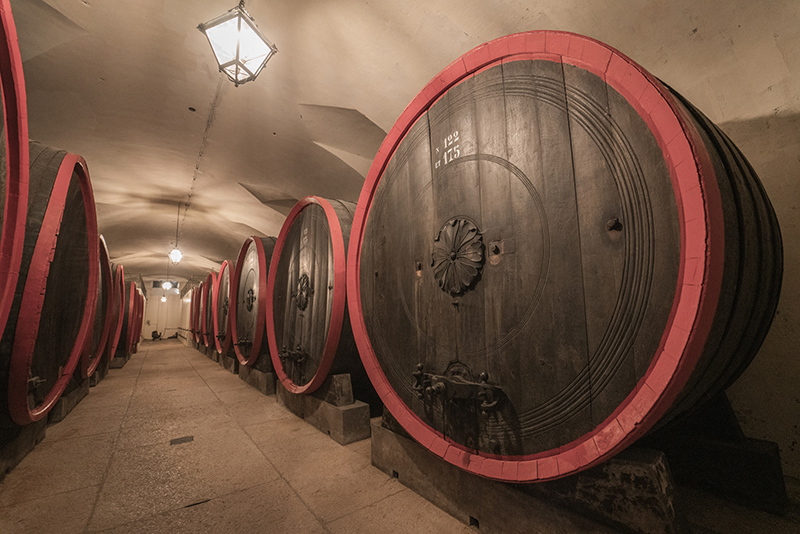
Le cantine con le botti di inizio 1800.

La produzione di vini vide un'importante espansione durante la proprietà della famiglia Mosconi a fine del XVIII secolo e successivamente con la famiglia Trezza Secolo XIX secolo quando arrivò ad una notevole capacità produttiva, rappresentando una delle più grandi cantine italiane dell'epoca producendo più di un milione di bottiglie e impiegando ventisei famiglie come testimonia il libro fotografico e relazione di M. Lotze.  Questo reportage fotografico e relazione agronomica di notevole pregio artistico e valore storico, rappresenta un documento unico nel suo genere per Verona illustrando nel dettaglio le innovazioni introdotte per la prima volta in questa tenuta Nell'Ottocento la produzione vantava già l'adozione del metodo ad alta densità di coltivazione della vite "Guyot" e una grande specializzazione della cantina nella produzione e esportazione di vini di pregio. La relazione fu commissionata intorno al 1882 e viene tuttora conservata dalla Accademia di Agricoltura Scienze e Lettere di Verona. L'appellativo "Amarone" riferito al vino tipico della Valpolicella venne successivamente coniato proprio qui nel 1936 quando si mise appunto il metodo di fermentazione delle uve appassite per produrre questo pregiato vino secco.
Dal 1953 la cantina ebbe un'ulteriore sviluppo con l'acquisizione da parte della famiglia Bertani. Dalla metà del 2012 la proprietà è sede della Tenuta Santa Maria di Gaetano Bertani che prosegue la più che secolare tradizione vitivinicola di famiglia con la produzione dei vini della Valpolicella tra cui l'Amarone Classico.